# مذنب هيل-بوب
المذنب هيل-بوب (بالإنجليزية: Comet Hale-Bopp) هو مذنب من أوضح المذنبات التي ظهرت في القرن العشرين. وكان واضحاً للعين المجردة مدة 18 شهراً. وقد اكتشف في 23 يوليو 1995 ومروره كل ثلاثة آلاف سنة.
في الثالث والعشرون من شهر يوليو من عام 1995 شوهد مذنب غير اعتيادي، يتميز بكبر حجمه وشدة ضيائه خارج مدار كوكب المشتري بواسطة آلان هيل من نيومكسيكو وتوماس بوب من ولاية أريزونا. وعن طريق التحليل الدقيق في صور تلسكوب هابل الفضائي لهذا المذنب تبين أن شدة لمعانه كانت بسبب كبر حجمه غير العادي، فأنوية أكثر المذنبات تبلغ قطرها تقريبا 1.6 إلى 3.2 كيلومترا، أي ما يعادل 1 إلى 2 ميلا إلا أن هيل-بوب بلغ قطر نواته حوالي 40 كيلومتراً، أي ما يعادل 25 ميلا. لقد شوهد واضحاً لدرجة إمكانية مشاهدته في سماء المدن المضيئة، وربما يكون من أكثر المذنبات المشاهدة في التاريخ.
مذنب هيل - بوب يحمل الصدارة في كونه الأطول في الفترة التي يمكن مشاهدته فيها بالعين المجردة حيث أنه بقي مرئياً لمدة 19 شهراً. ولن يظهر مرة أخرى إلا بعد ما يقارب 2400 سنة.

## المعلومات العلمية المكتسبة
رصد مذنب هيل بوب من كثير من الفلكيين خلال مروره داخل المجموعة الشمسية مما أدى إلى دراسته دراسة دقيقة.

### ذيل الصوديوم

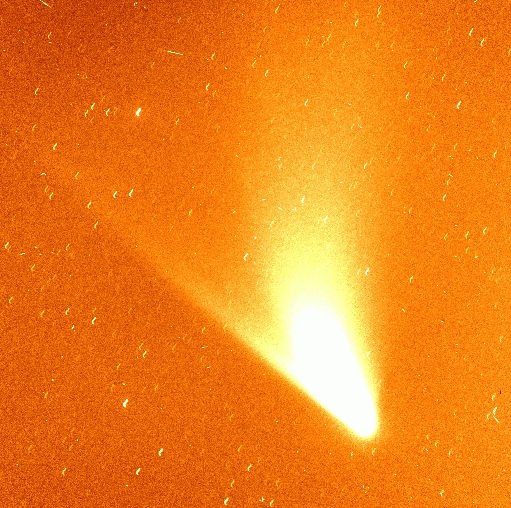
ذيل الصوديوم في مذنب هيل بوب (الذيل المستقيم إلى الخلف).

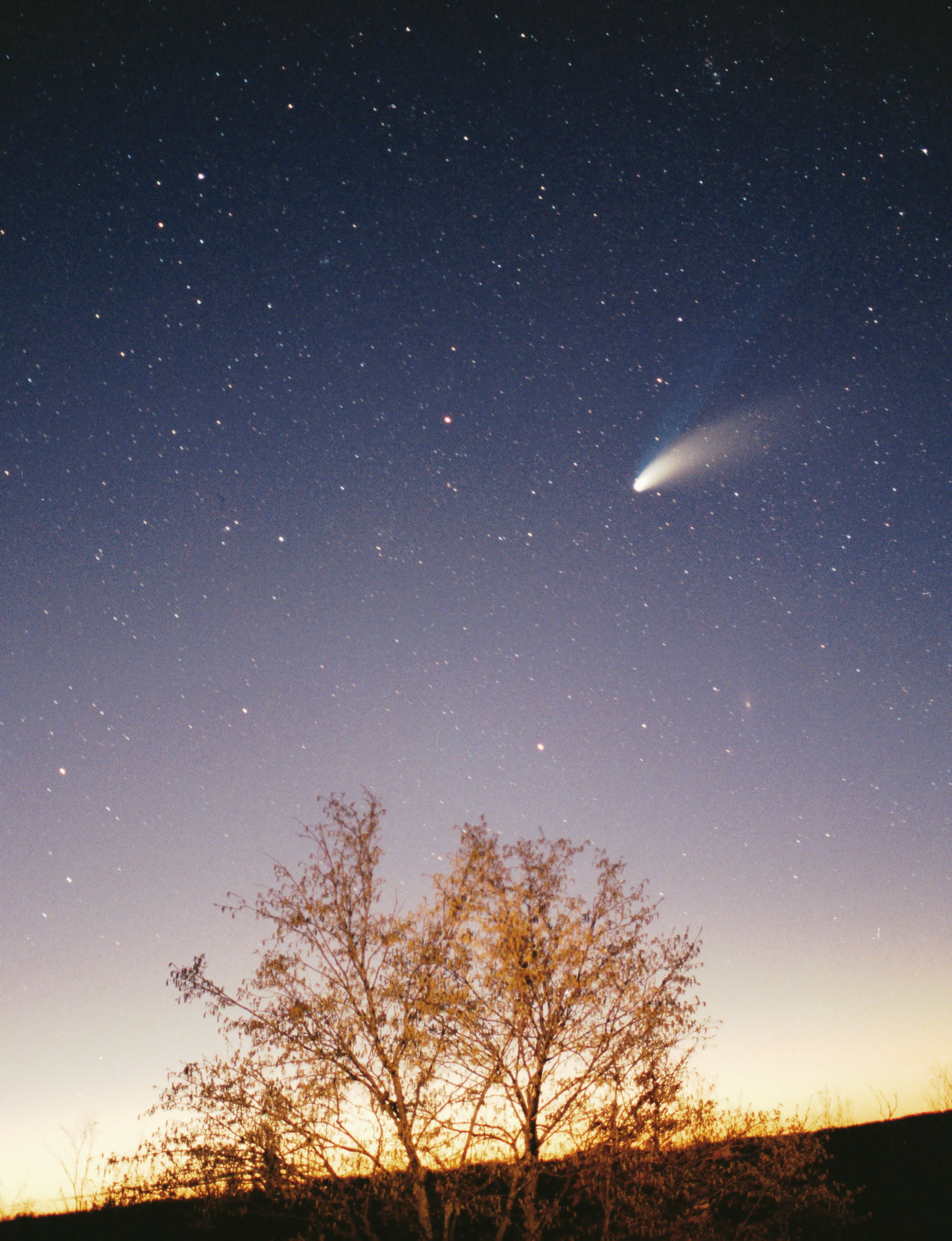

من الأشياء الملفتة للنظر في مذنب هيل بوب هو اكتشاف ذيل ثالث له، فبالإضافة إلى ما هو معروف عن المذنبات الأخرى التي تحوي ذيلين أحدهما غازي والآخر ذيل غبار يحوي المذنب هيل بوب أيضا ذيلا رقيقاً من الصوديوم.
واستطاع العلماء رؤيته بالتلسكوبات الكبيرة مع استخدام مرشحات ضوئية مناسبة. وقد شوهد وجود الصوديوم في مذنبات أخرى إلا أنه شوهد في مذنب هيل بوب في ذيل منفصل. ويتكون ذيل الصوديوم في مذنب هيل بوب من ذرات الصوديوم المتعادلة ويبلغ طوله نحو 50 مليون كيلومتر.
ويخرج الصوديوم من داخل هالة المذنب ولا يبدو أنه يخرج من نواة المذنب، إذ أن ذرات الصوديوم يمكن أن تخرج منه بعدة آليات. من ضمنها على سبيل المثال عن طريق اصطدامات تحدث مع حبيبات الغبار التي تحيط بنواة المذنب، وخلالها تفصل الأشعة فوق البنفسجية الآتية من الشمس الصوديوم من تلك الحبيبات.
بينما يتبع ذيل الغبار مدار المذنب تقريبا ويبدي ذيل الغاز اتجاهه بعيدا عن الشمس، فكان وجود ذيل الصوديوم بينهما. هذا يعني أن ذرات الصوديوم تنشأ من نواة المذنب تحت تأثير ضغط الإشعاع.

### وجود الديوتيريوم
تبدو نسبة الديوتيريوم (الهيدروجين الثقيل) في مذنب هيل بوب ضعف نسبتها الموجودة في محيطات الأرض. وترى أحد النظريات أن أصل الماء على الأرض كان آتيا من مذنبات سقطت على الأرض في الماضي وشكلت معظم ماء الأرض؛ ولكنها ليست المصدر الوحيد للماء على الأرض. كما قدر العلماء نسبة الديوتيريوم في مذنب آخر وهو مذنب تشوريوموف-غراسيمنكو، وكانت فيه أيضا نسبة الديوتيريوم أعلى من نسبتة في مياه البحار.
وقد اكتشف الديوتيريوم في كثير من المركبات المائية في المذنبات. وتختلف نسبة الديوتيريوم فيها من مذنب لآخر، بحيث يعتقد العلماء أن الثلج في المذنبات منشأه من سحب بيننجمية أكثر احتمالا من منشأه من الأقراص الكوكبية الابتدائية، وتشير بعض النماذج النظرية إلى وجود الثلج في سحب بيننجمية، بحيث أن يكون مذنب هيل بوب قد تكون في درجة حرارة نحو 25 درجة كلفن.

### مواد عضوية
تدل المشاهدات التي أجريت بالتحليل الطيفي على مذنب هيل بوب على وجود مركبات عضوية متعددة ( HCOOH, HCOOCH3, HC3N , CH3CN )؛ وكثير منها لم يشاهد في مذنبات من قبل. تلك الجزيئات المعقدة ربما كانت موجودة أصلا في المذنب أو ربما تكونت فيه عن طريق تفاعلات كيميائية في هالة المذنب. وقد نشر بحث في مجلة الجمعية الفلكية الملكية في عام 2001 عن تكوّن الجزيئات العضوية في مذنب هيل بوب. Monthly Notices of the Royal Astronomical Society, Vol. 320, S. L61

### الدوران
الغازات المنطلقة من مذنب هيل بوب لا تخرج منه لانتظام من غواته وإنما في هيئة نفاذات عديدة كبيرة من سطحه، وقد أتاح رصد النفاثات فرصة تعيين سرعة دوران المذنب حول محوره، وهي تبلغ 11 ساعة و45 دقيقة، النتيجة التي حصل عليها العلماء تبين أن سرعة دوران المذنب حول محوره بشيء من عدم الانتظام مما يشير إلى أن المذنب هيل بوب له عدة محاور يدور حولها.

### دورته حول الشمس
تقدر دورته حول الشمس بين 2520–2533 سنة
(مرجح 2391 سنة)
ويبلغ ميله = 89.4°

## اقرأ أيضا
- المذنب العظيم لعام 1843
- اصظدام شوميكار-ليفي 9
- مذنب أطلس/3أي
- مذنب بويثين
- المذنب الكبير عام 1680
- مذنب لولين
- مذنب هيكوتيك